# Château de Vinzelles
Le château de Vinzelles est situé sur la commune de Vinzelles en Saône-et-Loire, à flanc de pente, dominant le village.
Il fait l’objet avec le château de Layé (ils appartiennent au même domaine) d’une inscription au titre des monuments historiques depuis le 29 octobre 2003.

## Description
La construction, de plan pentagonal, conservait encore au XVIIe siècle des vestiges de la double enceinte et des fossés qui le défendaient à l'est, au sud et à l'ouest. La courtine orientale, dans laquelle s'ouvrait l'entrée, a disparu, mais quatre côtés de l'enceinte subsistent encore. Les bases des grosses tours rondes qui flanquaient cette entrée, une petite tour barlongue et une tourelle carrée en surplomb à l'ouest sont les seuls éléments de défense encore identifiables. La cour intérieure est bordée de bâtiments sur trois côtés. Au sud, une construction massive et presque aveugle, percée de canonnières et défendue vers la cour par une petite bretèche sur consoles à ressauts, comprend au rez-de-chaussée des pièces voûtées d'arêtes et un escalier à vis ; elle est flanquée d'une galerie ouverte dont la toiture de tuiles creuses repose sur des colonnes de pierre.
Les logis principaux, situés à l'ouest, renferment une chapelle voûtée d'arêtes et, au premier étage, une grande salle dont les murs sont recouverts de restes de peinture représentant des scènes de chasse.
Le château, propriété privée, se visite aux mois de juillet et août et durant les journées du patrimoine.

## Historique
- 1226 : entrée dans le royaume de France, en même temps que le comté
- milieu du XIVe siècle : la seigneurie passe à la famille de Saint-Amour
- 1417 : Humbert de Saint-Amour, seigneur de Vinzelles exige que les hommes du proche château de Layé fassent guet et garde dans son château
- milieu du XVe siècle : par mariage, la terre passe à Geoffroy de Germolles ; bien que son château soit solidement fortifié, les troupes de Louis XI s'en emparent
- 1499 : la fille du précédent porte la seigneurie à Jacques de Bellecombe
- 1587 : à l'issue d'un laborieux procès, le bien passe de la famille de Bellecombe à la famille Dormy
- 1621 : le château est soigneusement réparé
- 1713 et 1719 : Emmanuel puis Abel-Michel Chesnard, titulaires de la seigneurie de Layé, acquièrent la baronnie des héritiers Dormy ; le château est décrit comme ruiné ; les Chesnard l'abandonnent à des fermiers
- 1796 : le bien, saisi sur Pierre-Élisabeth Chesnard de Layé, est adjugé à Pierre-Marie Canot, négociant à Mâcon
- XIXe siècle : succession de ventes
- 1899 : achat par le comte de Dormy de Thoisy
- époque moderne : le domaine appartient à la famille Benoist de Lostende

- septembre 2024 achat par l’entrepreneur français Jean d'Arthuys.[réf. nécessaire]